# Canthylidia sulphurea
Canthylidia sulphurea är en fjärilsart som beskrevs av B.C.S Warren 1926. Canthylidia sulphurea ingår i släktet Canthylidia och familjen nattflyn. Inga underarter finns listade i Catalogue of Life.